# سرعت سیگنال
سرعت سیگنال سرعتی است که موج اطلاعات را با آن حمل می‌کند. این توصیف می‌کند که یک پیام با چه سرعتی می‌تواند بین دو طرف جداشده (با استفاده از هر روش خاص) ارتباط برقرار کند. هیچ سرعت سیگنالی نمی‌تواند از سرعت یک پالس نور در خلاء تجاوز کند (توسط نسبیت خاص).
سرعت سیگنال معمولاً برابر با سرعت گروه است (سرعت یک «پالس» کوتاه یا یک بسته-موج میانی یا «پوش»). با این حال، در چند مورد خاص (به عنوان مثال، رسانه طراحی شده برای تقویت قسمت‌های جلویی پالس و سپس تضعیف بخش پشتی پالس)، سرعت گروه می‌تواند از سرعت نور در خلاء بیشتر شود، درحالی که سرعت سیگنال همچنان کمتر یا مساوی با سرعت نور در خلاء خواهد بود.
در مدارهای الکترونیکی، سرعت سیگنال یکی از اعضای گروهی متشکل از پنج پارامتر نزدیک به هم است. در این مدارها، سیگنال‌ها معمولاً در حالت TEM (الکترومغناطیس عرضی) عمل می‌کنند؛ یعنی میدان‌ها عمود بر جهت انتشار و عمود بر یکدیگر باشند. با توجه به این فرض، کمیت‌های: سرعت سیگنال، حاصلضرب ثابت دی‌الکتریک و نفوذپذیری مغناطیسی، امپدانس مشخصه، خودالقایی ساختار و ظرفیت آن ساختار، همگی به هم مرتبط هستند به طوری که اگر دو مورد را بدانید، می‌توانید بقیه را محاسبه کنید. در یک محیط یکنواخت اگر نفوذپذیری ثابت باشد، تغییر سرعت سیگنال تنها به تغییر ثابت دی‌الکتریک بستگی دارد.
در یک خط انتقال، سرعت سیگنال وارون ریشه دوم حاصل‌ضرب خازن-سلف است، که در آن سلف و خازن معمولاً به صورت طول هر واحد بیان می‌شوند. در مدارهای ساخته شده از مواد FR-4، سرعت سیگنال معمولاً حدود ۶ اینچ (۱۵ سانتی‌متر) در هر نانوثانیه یا 6.562 ps/mm است. در مدارهای ساخته شده از مواد پلی‌مید، سرعت سیگنال معمولاً ۱۶٫۳ سانتی‌متر بر نانوثانیه یا 6.146 ps/mm است. در این بُردها، نفوذپذیری معمولاً ثابت است و ثابت دی‌الکتریک اغلب از مکانی به مکان دیگر متفاوت است و باعث تغییرات در سرعت سیگنال می‌شود. با افزایش نرخ داده‌ها، این تغییرات به یک نگرانی اصلی برای تولیدکنندگان رایانه تبدیل می‌شود.
{\displaystyle \mathrm {v_{s}} ={\frac {c}{\sqrt {\varepsilon _{r}\mu _{r}}}}\approx {\frac {c}{\sqrt {\varepsilon _{r}}}}\ }
دراین‌جا {\displaystyle \varepsilon _{r}} گذردهی نسبی محیط است، {\displaystyle \mu _{r}} نفوذپذیری نسبی محیط است و {\displaystyle c} سرعت نور در خلاء است. تقریبِ نشان‌داده‌شده در بسیاری از زمینه‌های عَملی استفاده می‌شود زیرا برای اکثر مواد رایج {\displaystyle \mu _{r}\approx 1} .